# Hans-Josef Becker-Leber
Hans-Josef Becker-Leber (* 13. Januar 1876 in Berlin; † 20. November 1962 in Wedel; eigentlich Anton Johannes Josef Becker) war ein deutscher Porträt- und Landschaftsmaler.

## Leben
Becker-Leber entstammte der Bonner Kunstgärtner-Familie Becker. Er war ein Sohn des Malers und Kupferstechers Carl Leonhard Becker. 1902 heiratete er in Bonn die knapp sieben Jahre ältere Malerin Sophia Becker-Leber, mit der er unter anderem den Sohn Helmar Becker-Berke hatte, der ebenfalls Maler war. Während seine Frau sich der Blumenmalerei widmete, spezialisierte sich Becker-Leber auf Landschaften und Porträts.
Während seine Frau nach der Hochzeit in Bonn eine Mal- und Zeichenschule öffnete, leitete Becker-Leber bei der Stadt Bonn eine Mal- und Zeichenklasse, arbeitete für den Provinzialkonservator und malte Villen aus. Die persönliche Bekanntschaft mit den in Bonn studierenden Söhnen Adolf und Moritz des regierenden Fürsten Georg von Schaumburg-Lippe veranlasste ihn, sich 1912 um eine Anstellung an der kommenden Kunst- und Gewerbeschule in Bückeburg zu bewerben. Viktoria von Preußen, Schwester Kaiser Wilhelms II. und Ehefrau des inzwischen regierenden Adolf II., protegierte das Vorhaben. Die Anstellung erfolgte, Becker-Leber wurde fürstlicher Dominialbeamter und das Fürstenhaus stellte für Privatarbeiten zusätzlich ein Atelier zur Verfügung. Allerdings bedurften Tätigkeiten außerhalb Schaumburg-Lippes der Genehmigung. Auch erhielt Becker-Leber nicht die erhoffte Leitung der Schule.
Max Ernst urteilte: „In der Spitze der Polonaise scheint noch immer das Künstlerehepaar Hofmaler Hans Joh. Becker-Leber und Frau, beide ausgesprochene der Kunst, zu marschieren. Als ich hörte, dass er Hofmaler und weg von Bonn sei, freute ich mich rasend in der Illusion, nichts mehr von seinen faden, langweiligen Impressionen (in mattlila, mattrosa, mattblau, mattgrün) und ihren rosa parfümierten Blümchen ansehen zu müssen, die sie in der Malstunde zu malen gelernt hat.“
In der Folge kam es jedoch zu einem Zerwürfnis mit dem Schulleiter und dem Kabinettschef. Eine für 1913 vorgesehene Entlassung Becker-Lebers wurde aber von bislang unbekannter Seite verhindert. Becker-Leber wurde 1914 als Soldat zum Ersten Weltkrieg eingezogen. 1918 dankte der Fürst ab und löste die Schule auf. Bis 1924 folgten Auseinandersetzungen mit der Hofkammer um die kostenfreie Nutzung des Ateliers und eine Abfindung bei Verzicht auf die Pension.
1930 folgte das Ehepaar seinen in Berlin studierenden Söhnen. Becker-Lebers Frau schuf in der Hauptstadt einen Literarischen Salon. Ihre Bilder vertrieben die Eheleute in einem Laden im Kurhotel Fürstenhof. Nach dem Zweiten Weltkrieg lebte das Ehepaar wieder in Bückeburg.